# Saraipali
Saraipali is een nagar panchayat (plaats) in het district Mahasamund van de Indiase staat Chhattisgarh. 

## Demografie
Volgens de Indiase volkstelling van 2001 wonen er 17.075 mensen in Saraipali, waarvan 52% mannelijk en 48% vrouwelijk is. De plaats heeft een alfabetiseringsgraad van 69%. 